# Lorenzo Da Ponte
Lorenzo Da Ponte (Cèneda, Vittorio Veneto, Treviso, 10 de març de 1749 - Nova York, 17 d'agost de 1838) fou un poeta i llibretista italià conegut sobretot per haver estat l'autor dels llibrets de tres grans òperes de Mozart.
Naix en el si d'una família jueva, i el seu nom original és Emanuele Conegliano. L'any 1763 tota la família es converteix al catolicisme i pren el nom del bisbe que oficia el baptisme. Més tard, Da Ponte es fa capellà i viu a Venècia. Malgrat ser capellà, en aquesta ciutat porta una vida llibertina i dissoluta, i el 1779 és expulsat de la República de Venècia. Es trasllada a Viena gràcies a l'interès demostrat per Antonio Salieri i per la seua habilitat, ja manifesta, de llibretista, i en aquesta ciutat aconsegueix el lloc de poeta oficial de la cort de l'emperador Josep II. En aquells anys era quasi obligatori que les òperes estigueren cantades en italià, i Da Ponte es va mostrar en posició de produir nombrosos llibrets d'èxit per a diferents músics.
D'aquests anys data la seua col·laboració amb Mozart en la creació de tres obres mestres: Le nozze di Figaro (1786), a partir de la comèdia de Beaumarchais; Don Giovanni (1787) (en el llibret del qual també va contribuir en menor grau Giacomo Casanova) i Così fan tutte (1790).
Després de la mort de Josep II l'any 1790, Da Ponte cau en desgràcia en la cort i el 1791 es veu obligat a allunyar-se de Viena. Perd quasi tota la seua popularitat, des de 1792 a 1805 resideix en Londres; després es trasllada als Estats Units d'Amèrica i després d'algunes peripècies, s'estableix a Nova York. Ací es dedica a l'ensenyança de la llengua i la literatura italianes i intenta, si bé amb poc èxit, de promoure la constitució d'un primer teatre operístic.
Expulsat de la República de Venècia en dues ocasions –la primera d'elles el 1776 per haver publicat un petit tractat d'esperit clarament rousseaunià, L'uomo per natura libero— Lorenzo Da Ponte va mantenir en el decurs de la seva tasca creativa un esperit de crítica social unit a un inesgotable desig d'innovació generat a partir d'aquelles obres i gèneres que el poeta admirava. Se sap que havia estudiat intensament els clàssics llatins, italians i espanyols gràcies als dos valuosos textos autobiogràfics que va escriure. El 1819 publica a Nova York l'opuscle An extract from the life of Lorenzo Da Ponte. Des de 1823 a 1827 publica les seves Memòries en quatre volums, la redacció definitiva de les quals l'ocupa de 1829 a 1830. En aquesta època es publica també el Anti Da Ponte, un libel contra les seues capacitats poètiques. També es coneixen les fonts d'inspiració dels seus nombrosos escrits, traduccions, poemes i llibrets El Ninfale de Boccaccio, Aminta de Tasso, Arcadia de Sannazaro, Il pastor fido de Guarini o La Galatea de Cervantes, juntament amb clàssics com Les Metamorfosis d'Ovidi, Les Èglogues de Virgili o L'antre de les nimfes de Porfiri, li havien servit sens dubte de model per penetrar en el món neoplatònic del gènere pastoral i per introduir, tal com va fer Cervantes a Galatea, els elements de transgressió afins a les seves idees o als nous corrents ideològics de l'època.

## Obres

### Llibrets
- Ifigenia in Tauride (1783) - Adaptació de l'òpera Iphigénie en Tauride de Christoph Willibald Gluck
- La Scuola de' gelosi (1783) - Versió revisada dels llibrets de 1778 de Caterino Mazzolà - Música d'Antonio Salieri
- Il ricco d'un giorno (1784) - Música d'Antonio Salieri
- Il Burbero di buon cuore (1786, segons la peça Le Bourru bienfaisant de Carlo Goldoni) - Música de Vicent Martín i Soler
- Il Demogorgone ovvero Il filosofo confuso (1786) - Música de Vincenzo Righini
- Il Finto cieco (1786) - Música de Giuseppe Gazzaniga
- Le nozze di Figaro (1785/86, basada en la peça Le Mariage de Figaro de Beaumarchais) - Música de Mozart
- Una cosa rara, o sia Bellezza ed onestà (1786, basada en la comèdia La Luna de la Sierra de Luis Vélez de Guevara) - Música de Vicent Martín i Soler
- Gli equivoci (1786) - Música de Stephen Storace
- L'Arbore di Diana (1787) - Música de Vicent Martín i Soler
- Il Dissoluto punito, o sia Il Don Giovanni (1787) - Música de Mozart
- Axur, re di Ormus (1787/88, basada en l'obra Tarare de Beaumarchais) - Música d'Antonio Salieri
- Il Talismano (1788, basada en una obra de Carlo Goldoni) - Música d'Antonio Salieri
- Il Bertoldo (1788) - Música d'Antonio Brunetti
- L'Ape musicale (1789) - Pastitxe a partir de composicions de diferents mestres
- Il Pastor fido (1789, basada en la pastoral homònima de Giovanni Battista Guarini) - Música d'Antonio Salieri
- La Cifra (1789) - Música d'Antonio Salieri
- Così fan tutte, o sia La scuola degli amanti (1789/90) - Música de Mozart
- La Caffettiera bizzarra (1790) - Música de Joseph Weigl
- La Capricciosa corretta (1795) - Música de Vicent Martín i Soler
- Antigona (1796) - Música de Giuseppe Francesco Bianchi
- Il Consiglio imprudente (1796) - Música de Giuseppe Francesco Bianchi
- Merope (1797) - Música de Giuseppe Francesco Bianchi
- Cinna (1798) - Música de Giuseppe Francesco Bianchi
- Armida (1802) - Música de Giuseppe Francesco Bianchi
- La Grotta di Calipso (1803) - Música de Peter von Winter
- Il Trionfo dell'amor fraterno (1804) - Música de Peter von Winter
- Il Ratto di Proserpina (1804) - Música de Peter von Winter

### Cantates, oratoris
- Per la ricuperata salute di Ofelia (1785) - Música de Wolfgang Amadeus Mozart, Antonio Salieri i Cornetti (obra perduda)
- Hymn to America - Música d'Antonio Baglioni

### Altres
- Memorie, quatre volums (Nova York, 1823-27).